# Älvsborgs läns valkrets
För andra betydelser, se Älvsborg (olika betydelser).
Älvsborgs läns valkrets var under perioden 1867–1970 en egen valkrets i första kammaren i den svenska riksdagen. Antalet mandat var nio under riksdagarna 1867–1894 och sjönk sedan till åtta år 1895 och sju år 1962.
Valkretsens område motsvarade Älvsborgs län och ledamöterna valdes av Älvsborgs läns landsting.

## Riksdagsledamöter

### 1867–1911 (löpande nyval)
- Fredrik Brusewitz, Ehrenheimska 1873–1875 (1867–1875)
  - Wilhelm Waern (1876)
    - Eric af Klint (1877)
      - Nils Sandberg (1878–1879)
        - Carl Hasselrot (1842–1911) (1880–1887)
          - Per Johan Andersson, prot (1888–lagtima riksmötet 1892)
            - Jonas Alströmer, prot (urtima riksmötet 1892–1896)
              - Pehr Lithander, prot (1897–1908)
                - Otto Silfverschiöld, prot 1909, fh 1910–1911 (1909–1911)
- Janne Ekman, skånska 1873–1874 (1867–1874)
  - Anders Olsson (1875–1876)
    - Robert von Kræmer, min 1888–1894 (1877–1894)
      - Eduard Ljungberg, prot (1895–1903)
        - Edvin Håkanson, prot 1904–1909, fh 1910 (1904–1910)
          - Arvid Lindman, fh (1911)
- Oscar Geijer (1867–1873)
  - Johannes Jansson (1874–1875)
    - Anders Jönsson (1876–1877)
      - Rudolf Klinckowström, lmp:s filial 1878–1887, prot 1888–1899 (1878–1899)
        - Jonas Alströmer, prot (1900–första urtima riksmötet 1905)
          - Volrath Berg, prot 1905–1909, fh 1910–1911 (andra urtima riksmötet 1905–1911)
- Carl Hasselrot (1812–1890) (1867–1874)
  - Johannes Petersson (1875–1881)
    - John Ericson (1882–1886)
      - Adolf Unger (1887–1890)
        - Albert Evers (1891–lagtima riksmötet 1892)
          - Lars Wingqvist, prot (urtima riksmötet 1892–1894)
- Sven Lagerberg (1867–1884)
  - Victor Ekenman, prot 1888–1893 (1885–1893)
    - Leonard Grundberg, prot (1894–1909)
      - Johan Johanson, fh (1910–1911)
- Erik Gustaf Lilliehöök (1867–1872)
  - Salomon Larson (1873–1876)
    - Olof Rylander (1877–1883)
      - Louis De Geer (1884–7/6 1887)
        - Isak Wallberg, prot (1888–1891)
          - Gustaf Torelius, prot (1892–1900)
            - Johan Rylander, prot (1901–1907)
              - August Bellinder, prot 1908–1909, fh 1910–1911 (1908–1911)
- Christoffer Sahlin (1867)
  - Theodor Berg (1868–1876)
    - Fredrik von Essen, skånska 1877–1885, prot 1888–1906 (1877–1906)
      - Axel Hedenlund, prot 1907–1909, fh 1910–1911 (1907–1911)
- August Silfverschiöld, FK:s min (1867–1/5 1869)
  - Christoffer Sahlin (1870–1874)
    - Conrad Svanberg (1875–1883)
      - Johannes Erikson (1884–1885)
        - Pehr Lithander, prot 1888–1894 (1886–1894)
          - Per Johan Andersson, prot (1895–1907)
            - Gottfrid Billing, prot 1908–1909, fh 1910–1911 (1908–1911)
- Erik Sparre, FK:s kons (1867–1869)
  - Carl Rydqvist (1870–1878)
    - Otto Carlsund (1879–1882)
      - Frans Dahl, prot 1888 (1883–7/3 1888)
        - Ernst Stridsberg, prot (18/4 1888–1897)
          - Oscar Bergmark (1898)
            - Fredrik Almgren, prot (1899–1903)
              - Alfred Sandwall, prot 1904–1909, fh 1910–1911 (1904–1911)

### 1912–1914
- Gottfrid Billing, n
- Axel Hedenlund, n
- Johan Johanson, n
- Thorvald Köhlin, n
  - Carl Magnusson, n (1913–1914)
- Otto Silfverschiöld, n
- Johan Ekman, lib s
- Gustaf Kobb, lib s
- Olaus Pettersson, lib s

### 1915–lagtima riksmötet 1919
- Carl Eklundh, n (1915–1916)
  - Hjalmar Hulting, n (22/1 1917–1919)
- Axel Hedenlund, n
- Johan Johanson, n (1/1–8/4 1915)
  - Thorvald Köhlin, n (24/4 1915–1919)
- Carl Magnusson, n
- Oskar Nylander, n
- Otto Silfverschiöld, n
- Johan Ekman, lib s  (1915–18/2 1919)
  - Gustaf Kobb, lib s (8/3–20/6 1919)
- Olaus Pettersson, lib s

### Urtima riksmötet 1919–1920
- Hugo Hamilton, vilde
- Carl Magnusson, n (1919)
  - Knut Heyman, n (12/1–31/12 1920)
- Oskar Nylander, n
- Johan Johansson, bf
- Gustaf Kobb, lib s
- Olaus Pettersson, lib s
- Edvard Björnsson, s
- Karl Sandegård, s

### 1921
- Hugo Hamilton, vilde
- Knut Heyman, n
- Axel Vennersten, n
- Johan Johansson, bf
- Olaus Pettersson, lib s
- Axel von Sneidern, lib s
- Edvard Björnsson, s
- Karl Sandegård, s

### 1922–1929
- Hugo Hamilton, vilde (1922–27/1 1928)
  - Karl Mellén, n (23/2 1928–1929)
- Knut Aron Heyman, n (1922–16/1 1926)
  - Per Adolf Larsson, n (1/2 1926–1929)
- Axel Vennersten, n
- Johan Johansson, bf
- Olaus Petersson, lib s 1922–1923, fris 1924–1929
- Axel von Sneidern, lib s 1922–1923, lib 1924–1927 (1922–1927)
  - Edvard Alkman, lib (1928–1929)
- Edvard Björnsson, s
- Karl Sandegård, s

### 1930–1937
- Carl Bengtsson, n 1930–1934, h 1935–1937
- Karl Mellén, n 1930–1934, h 1935–1936 (1930–20/3 1936)
  - Tycho Colleen, n (16/4 1936–1937)
- Axel Nylander, n 1930–1934, h 1935–1936 (1930–1936)
  - Edvin Leffler, h (1937)
- Axel Vennersten, n 1930–1934, h 1935–1936 (1930–1936)
  - Nils Hörstadius, h (1937)
- Johan Johansson, bf
- Olaus Pettersson, fris (1930)
  - John Björck, fris 1931–1934, fp 1935–1937 (1931–1937)
- Edvard Björnsson, s
- Karl Sandegård, s

### 1938–1945
- Georg Andrén, h
- Carl Bengtsson, h (1938–20/8 1942)
  - Lennart Johansson, h (21/11 1942–1945)
- Johan Friggeråker, bf
- Carl Jacobson, bf (1938)
  - Bror Nilsson, bf (1939–1945)
- John Björck, fp
- Edvard Björnsson, s
- Karl Johan Olsson, s
- Karl Sandegård, s

### 1946–1953
- Georg Andrén, h (1946–1951)
  - Tage Magnusson, h (1952–1953)
- Johan Friggeråker, bf (1946–1947)
  - Otto Niklasson, bf (1948–1953)
- Bror Nilsson, bf
- John Björck, fp
- Edvard Björnsson, s (1946–1948)
  - Fritiof Boo, s (1949–1953)
- Knut Hesselbom, s
- Karl Johan Olsson, s
- Gunnar Sträng, s

### 1954–1961
- Tage Magnusson, h (1954–1956)
  - Ragnar Sveningsson, h (1957–1961)
- Otto Niklasson, bf/c (1954–1957)
  - Robert Johansson, c (1958–1960)
    - Anton Larsson, c (1961)
- Bror Nilsson, bf (1954–1956)
  - Torsten Andersson, c (1957–1961)
- Anders Johansson, fp
- Johan Kronstrand, fp
- Fritiof Boo, s (1954–1959)
  - Lars Fagerström, s (1960–1961)
- Knut Hesselbom, s (1954–1958)
  - Herbert Larsson, s (1959–1961)
- Gunnar Sträng, s

### 1962–1969
- Arvid Enarsson, h (1962–1968)
  - Erik Carlsson, m (1969)
- Ragnar Sveningsson, h/m
- Torsten Andersson, c (1962–1968)
- Johan Kronstrand (1962–1963), fp
  - Bo Skårman (1964–1969), fp
- John Ericsson, s
- Herbert Larsson, s
- Gunnar Sträng, s

### 1970
- Ragnar Sveningsson, m
- Olle Eriksson, c
- Maj Pehrsson, c
- Bo Skårman, fp
- John Ericsson, s
- Herbert Larsson, s
- Gunnar Sträng, s

## Valresultat

### 1900
| Förstakammarvalet i Sverige 1900: Älvsborgs läns valkrets | Förstakammarvalet i Sverige 1900: Älvsborgs läns valkrets | Förstakammarvalet i Sverige 1900: Älvsborgs läns valkrets | Förstakammarvalet i Sverige 1900: Älvsborgs läns valkrets | Förstakammarvalet i Sverige 1900: Älvsborgs läns valkrets |
| Kandidat                                                  | Kandidat                                                  | Röster                                                    | Röster                                                    | Röster                                                    |
| Kandidat                                                  | Kandidat                                                  | Antal                                                     | %                                                         | +− %                                                      |
| --------------------------------------------------------- | --------------------------------------------------------- | --------------------------------------------------------- | --------------------------------------------------------- | --------------------------------------------------------- |
|                                                           | Johan Rylander (prot)                                     | 39                                                        | 52,7                                                      |                                                           |
|                                                           | Professor Torelius                                        | 34                                                        | 46,0                                                      |                                                           |
|                                                           | Övriga kandidater                                         | 1                                                         | 1,4                                                       |                                                           |
| Antal giltiga röster                                      | Antal giltiga röster                                      | 74                                                        |                                                           |                                                           |
| Kasserade röster                                          | Kasserade röster                                          | 0                                                         |                                                           |                                                           |
| Totalt                                                    | Totalt                                                    | 74                                                        |                                                           |                                                           |

Valet hölls den 18 september 1900 för Gustaf Torelius mandat. Valkretsen hade 74 valmän och samtliga deltog i valet.

### 1902
| Förstakammarvalet i Sverige 1902: Älvsborgs läns valkrets | Förstakammarvalet i Sverige 1902: Älvsborgs läns valkrets | Förstakammarvalet i Sverige 1902: Älvsborgs läns valkrets | Förstakammarvalet i Sverige 1902: Älvsborgs läns valkrets | Förstakammarvalet i Sverige 1902: Älvsborgs läns valkrets |
| Kandidat                                                  | Kandidat                                                  | Röster                                                    | Röster                                                    | Röster                                                    |
| Kandidat                                                  | Kandidat                                                  | Antal                                                     | %                                                         | +− %                                                      |
| --------------------------------------------------------- | --------------------------------------------------------- | --------------------------------------------------------- | --------------------------------------------------------- | --------------------------------------------------------- |
|                                                           | Leonard Grundberg (prot)                                  | 49                                                        | 66,2                                                      |                                                           |
|                                                           | Edvin Håkanson                                            | 24                                                        | 32,4                                                      |                                                           |
|                                                           | A. Sandwall i Borås                                       | 1                                                         | 1,4                                                       |                                                           |
| Antal giltiga röster                                      | Antal giltiga röster                                      | 74                                                        |                                                           |                                                           |
| Kasserade röster                                          | Kasserade röster                                          | 0                                                         |                                                           |                                                           |
| Totalt                                                    | Totalt                                                    | 74                                                        |                                                           |                                                           |

Valet hölls den 16 september 1902 för Leonard Grundbergs mandat, som omvaldes. Valkretsen hade 74 valmän och samtliga deltog i valet.

### 1903
| Förstakammarvalet i Sverige 1903: Älvsborgs läns valkrets | Förstakammarvalet i Sverige 1903: Älvsborgs läns valkrets | Förstakammarvalet i Sverige 1903: Älvsborgs läns valkrets | Förstakammarvalet i Sverige 1903: Älvsborgs läns valkrets | Förstakammarvalet i Sverige 1903: Älvsborgs läns valkrets |
| Kandidat                                                  | Kandidat                                                  | Röster                                                    | Röster                                                    | Röster                                                    |
| Kandidat                                                  | Kandidat                                                  | Antal                                                     | %                                                         | +− %                                                      |
| --------------------------------------------------------- | --------------------------------------------------------- | --------------------------------------------------------- | --------------------------------------------------------- | --------------------------------------------------------- |
|                                                           | Fredrik von Essen (prot)                                  | 72                                                        | -                                                         |                                                           |
|                                                           | Alfred Sandwall (prot)                                    | 58                                                        | -                                                         |                                                           |
|                                                           | Edvin Håkanson (prot)                                     | 57                                                        | -                                                         |                                                           |
|                                                           | Per Johan Andersson (prot)                                | 51                                                        | -                                                         |                                                           |
|                                                           | Volrath Berg                                              | 26                                                        | -                                                         |                                                           |
|                                                           | Kammarherre C. R. C:son Wästfelt i Kölingsholm            | 21                                                        | -                                                         |                                                           |
|                                                           | Övriga kandidater                                         | 11                                                        | -                                                         |                                                           |
| Antal giltiga röster                                      | Antal giltiga röster                                      | 296                                                       |                                                           |                                                           |
| Kasserade röster                                          | Kasserade röster                                          | 0                                                         |                                                           |                                                           |
| Totalt                                                    | Totalt                                                    | 296                                                       |                                                           |                                                           |

Valet hölls den 22 september 1903 för Fredrik von Essens, Eduard Ljungbergs, Per Johan Anderssons samt den avlidne Fredrik Almgrens mandat. Andersson och von Essen omvaldes och Alfred Sandwall och Edvin Håkanson nyvaldes. Valkretsen hade 74 valmän och samtliga deltog i valet.

### 1905
| Förstakammarvalet i Sverige 1905: Älvsborgs läns valkrets | Förstakammarvalet i Sverige 1905: Älvsborgs läns valkrets | Förstakammarvalet i Sverige 1905: Älvsborgs läns valkrets | Förstakammarvalet i Sverige 1905: Älvsborgs läns valkrets | Förstakammarvalet i Sverige 1905: Älvsborgs läns valkrets |
| Kandidat                                                  | Kandidat                                                  | Röster                                                    | Röster                                                    | Röster                                                    |
| Kandidat                                                  | Kandidat                                                  | Antal                                                     | %                                                         | +− %                                                      |
| --------------------------------------------------------- | --------------------------------------------------------- | --------------------------------------------------------- | --------------------------------------------------------- | --------------------------------------------------------- |
|                                                           | Pehr Lithander (prot)                                     | 66                                                        | -                                                         |                                                           |
|                                                           | Volrath Berg (prot)                                       | 61                                                        | -                                                         |                                                           |
|                                                           | Närmaste kandidat                                         | 18                                                        | -                                                         |                                                           |
|                                                           | Övriga kandidater                                         | 1                                                         | -                                                         |                                                           |
| Antal giltiga röster                                      | Antal giltiga röster                                      | 146                                                       |                                                           |                                                           |
| Kasserade röster                                          | Kasserade röster                                          | 0                                                         |                                                           |                                                           |
| Totalt                                                    | Totalt                                                    | 146                                                       |                                                           |                                                           |

Valet hölls den 19 september 1905 för Pehr Lithanders och Jonas Alströmers mandat. Lithander omvaldes och Volrath Berg nyvaldes. Valkretsen hade 73 valmän och samtliga deltog i valet. Valet av Lithander överklagades men fastställdes av regeringen.

### 1906
| Förstakammarvalet i Sverige 1906: Älvsborgs läns valkrets | Förstakammarvalet i Sverige 1906: Älvsborgs läns valkrets | Förstakammarvalet i Sverige 1906: Älvsborgs läns valkrets | Förstakammarvalet i Sverige 1906: Älvsborgs läns valkrets | Förstakammarvalet i Sverige 1906: Älvsborgs läns valkrets |
| Kandidat                                                  | Kandidat                                                  | Röster                                                    | Röster                                                    | Röster                                                    |
| Kandidat                                                  | Kandidat                                                  | Antal                                                     | %                                                         | +− %                                                      |
| --------------------------------------------------------- | --------------------------------------------------------- | --------------------------------------------------------- | --------------------------------------------------------- | --------------------------------------------------------- |
|                                                           | Axel Hedenlund (prot)                                     | 73                                                        | 98,6                                                      |                                                           |
|                                                           | Rådman A. Carlsson i Vänersborg                           | 1                                                         | 1,4                                                       |                                                           |
| Antal giltiga röster                                      | Antal giltiga röster                                      | 74                                                        |                                                           |                                                           |
| Kasserade röster                                          | Kasserade röster                                          | 0                                                         |                                                           |                                                           |
| Totalt                                                    | Totalt                                                    | 74                                                        |                                                           |                                                           |

Valet hölls den 18 september 1906 för Fredrik von Essens mandat och Axel Hedenlund nyvaldes. Valkretsen hade 74 valmän och samtliga deltog i valet.

### 1907
| Förstakammarvalet i Sverige 1907: Älvsborgs läns valkrets | Förstakammarvalet i Sverige 1907: Älvsborgs läns valkrets | Förstakammarvalet i Sverige 1907: Älvsborgs läns valkrets | Förstakammarvalet i Sverige 1907: Älvsborgs läns valkrets | Förstakammarvalet i Sverige 1907: Älvsborgs läns valkrets |
| Kandidat                                                  | Kandidat                                                  | Röster                                                    | Röster                                                    | Röster                                                    |
| Kandidat                                                  | Kandidat                                                  | Antal                                                     | %                                                         | +− %                                                      |
| --------------------------------------------------------- | --------------------------------------------------------- | --------------------------------------------------------- | --------------------------------------------------------- | --------------------------------------------------------- |
|                                                           | August Bellinder (prot)                                   | 49                                                        | 67,1                                                      |                                                           |
|                                                           | Bruksägare A. P. Jansson i Upperud                        | 22                                                        | 30,1                                                      |                                                           |
|                                                           | Hjalmar von Sydow                                         | 1                                                         | 1,4                                                       |                                                           |
|                                                           | Blanka röster                                             | 1                                                         | 1,4                                                       |                                                           |
| Antal giltiga röster                                      | Antal giltiga röster                                      | 73                                                        |                                                           |                                                           |
| Kasserade röster                                          | Kasserade röster                                          | 0                                                         |                                                           |                                                           |
| Totalt                                                    | Totalt                                                    | 73                                                        |                                                           |                                                           |

Valet hölls den 17 september 1907 för Johan Rylanders mandat och August Bellinder nyvaldes. Valkretsen hade 74 valmän och 73 deltog i valet. Hedenlund var vid valet bosatt utanför valkretsen i Göteborg.

### 1908 (första)
| Förstakammarvalet i Sverige 1908: Älvsborgs läns valkrets | Förstakammarvalet i Sverige 1908: Älvsborgs läns valkrets | Förstakammarvalet i Sverige 1908: Älvsborgs läns valkrets | Förstakammarvalet i Sverige 1908: Älvsborgs läns valkrets | Förstakammarvalet i Sverige 1908: Älvsborgs läns valkrets |
| Kandidat                                                  | Kandidat                                                  | Röster                                                    | Röster                                                    | Röster                                                    |
| Kandidat                                                  | Kandidat                                                  | Antal                                                     | %                                                         | +− %                                                      |
| --------------------------------------------------------- | --------------------------------------------------------- | --------------------------------------------------------- | --------------------------------------------------------- | --------------------------------------------------------- |
|                                                           | Gottfrid Billing (prot)                                   | 49                                                        | 66,2                                                      |                                                           |
|                                                           | Kammarherre C. R. C:son Wästfelt i Kölingsholm            | 23                                                        | 31,1                                                      |                                                           |
|                                                           | Övriga kandidater                                         | 2                                                         | 2,7                                                       |                                                           |
| Antal giltiga röster                                      | Antal giltiga röster                                      | 74                                                        |                                                           |                                                           |
| Kasserade röster                                          | Kasserade röster                                          | 0                                                         |                                                           |                                                           |
| Totalt                                                    | Totalt                                                    | 74                                                        |                                                           |                                                           |

Valet hölls den 13 januari 1908 för Per Johan Anderssons mandat och Gottfrid Billing valdes. Valkretsen hade 74 valmän och samtliga deltog i valet. Billing var vid valet bosatt utanför valkretsen i Lund.

### 1908 (andra)
| Förstakammarvalet i Sverige 1908: Älvsborgs läns valkrets | Förstakammarvalet i Sverige 1908: Älvsborgs läns valkrets | Förstakammarvalet i Sverige 1908: Älvsborgs läns valkrets | Förstakammarvalet i Sverige 1908: Älvsborgs läns valkrets | Förstakammarvalet i Sverige 1908: Älvsborgs läns valkrets |
| Kandidat                                                  | Kandidat                                                  | Röster                                                    | Röster                                                    | Röster                                                    |
| Kandidat                                                  | Kandidat                                                  | Antal                                                     | %                                                         | +− %                                                      |
| --------------------------------------------------------- | --------------------------------------------------------- | --------------------------------------------------------- | --------------------------------------------------------- | --------------------------------------------------------- |
|                                                           | Otto Silfverschiöld (prot)                                | 73                                                        | 98,7                                                      |                                                           |
|                                                           | Karl Husberg                                              | 1                                                         | 1,3                                                       |                                                           |
| Antal giltiga röster                                      | Antal giltiga röster                                      | 74                                                        |                                                           |                                                           |
| Kasserade röster                                          | Kasserade röster                                          | 0                                                         |                                                           |                                                           |
| Totalt                                                    | Totalt                                                    | 74                                                        |                                                           |                                                           |

Valet hölls den 22 september 1908 för Pehr Lithanders mandat och Otto Silfverschiöld valdes. Valkretsen hade 75 valmän och 74 deltog i valet.